# Errinopora pourtalesi
Errinopora pourtalesi är en nässeldjursart som först beskrevs av Dall 1884.  Errinopora pourtalesi ingår i släktet Errinopora och familjen Stylasteridae. Inga underarter finns listade i Catalogue of Life.